# Марсел Кител
Марсел Кител (њем. Marcel Kittel; 11. мај 1988), бивши је њемачки професионални бициклиста у периоду од 2011. до 2019. године. Последњи тим за који је возио је Каћуша. Као јуниор, био је специјалиста за хронометар и освојио је два пута златну медаљу на Свјетском првенству у вожњи на хронометар за јуниоре и бронзану медаљу на Свјетском првенству у вожњи на хронометар за возаче  до 23 године. Професионалну каријеру почео је 2011. године, као спринтер, гдје му је обично требао добар лид аут да би побиједио. Побјеђивао је на етапама на све три гранд тур трке.
На Тур де Франсу, остварио је 14 етапних побједа, четири на Ђиро д’Италији и једну на Вуелта а Еспањи. Поред тога, освојио је класик у Њемачкој — Шелдепрајс, пет пута, по два пута је освојио Дубаи Тур и Ђиро Минстерланд, а једном је освојио класик Гран при де Фурмје.
Године 2019, објавио је да завршава каријеру, у 31 години.

## Професионална каријера

### 2011.
Професионалну каријеру почео је 2011. године, у холандском континенталном тиму Аргос шимано, Познат као специјалиста за хронометар у то доба, побиједио је у групном спринту на Тур де Лањави трци. Након тога, одлучио је да се фокусира на спринт. Побиједио је на четири од пет етапа на трци Катре журс де Денкерк, од чега је побиједио на прве три заредом све у групном спринту. На отварању трке, одспринтао је Дениса Гализјаманова и Ђакома Ницола, након чега је на другој етапи одспринтао Ајдиса Круписа, и Јаухенија Хутаровича на трећој, док је на последњој, петој етапи, тријумфовао у спринту поново испред Хутаровича. Трку је завршио на 43 мјесту у генералном пласману, јер је на четвртој етапи, на којој је побиједио Томас Воклер, изгубио 11 минута. Прву етапну побједу на некој ворлд тур трци, остварио је на првој етапи трке Тур де Полоње, гдје је у спринту побиједио Александера Кристофа и Франческа Чичија; а затим је побиједио на још три етапе. На другој етапи одспринтао је Хајнриха Хауслера, а затим је остварио и трећу побједу заредом, на прве три етапе, одспринтавши Ромена Фејуа. Побиједио је још на последњој етапи, одспринтао је Петера Сагана и завршио је на 129 мјесту у генералном пласману, скоро сат времена иза Сагана, који је освојио трку. На гранд тур тркама дебитовао је крајем године, на Вуелта а Еспањи, гдје је побиједио на седмој етапи, одспринтавши Сагана и Оскара Фреиреа. Сезону је завршио на Хералд сан Туру, гдје је побиједио на двије етапе. На трећој етапи, побиједио је у спринту испред Стила вон Хофа, док је на последњој етапи, побиједио испред Ентонија Ђакопа. У сезони 2011, остварио је 17 побједа и завршио је на другом мјесту по броју побједа, једну иза Филипа Жилбера.

### 2012.
Године 2012, дебитовао је на Тур де Франсу, гдје је био лидер тима и борио се за зелену мајицу. Ипак, током пете етапе напустио је Тур, због стомачне инфекције коју је зарадио на другој етапи. Вратио се почетком августа, на Енеко Туру, гдје је побиједио на првој етапи. Једини возач који му је био конкурентан био је Арно Демар из Франсес де Жуа. Након што му се гума пробушила на 5 km до циља на трећој етапи, другу етапну побједу остварио је на четвртој етапи. На крају етапе, честитао је сувозачима — Тому Велерсу и Џону Дегенколбу, за њихов рад у последњим километрима, јер су га предводили до 300 km до циља, одакле је он кренуо да спринта и остварио је побједу. На крају сезоне, након што је Ленс Армстронг потврдио да се допинговао, Кител је изјавио да му је мука од људи у бициклистичкој заједници који и даље бране Армстронга.

### 2013.
Године 2013, Аргос шимано је добио ворлд тур статус, што је прва дивизија тимова у бициклизму. Прву побједу остварио је на Тур оф Оман трци, гдје је побиједио у спринту на првој етапи. У априлу, побиједио је на класику Шелдепрајс, другу годину заредом, испред Кевендиша и Берија Маркуса. На Тур де Франсу, побиједио је у спринту на отварању у Корзици и узео жуту мајицу, по први пут у каријери. Мајицу је изгубио на другој етапи, када је преузео Јан Бакеланс, који је тријумфовао испред Сагана. Побиједио је још на етапи 10, испред Андреа Грајпела и Кевендиша, етапи 12, испред Кевендиша и Сагана, након чега је тријумфовао и на последњој етапи, на Јелисејским пољима, прекинувши низ Марка Кевендиша, који је побјеђивао четири године заредом на тој етапи. У класификацији по поенима завршио је на четвртом мјесту.

### 2014.
Сезону 2014. стартовао је побједом на Даун Андер класику, након чега је остварио три побједе на Дубаи Туру. На трећој етапи, успио је да се задржи у групи након два кратка успона и побиједио је у спринту мање групе која је дошла на циљ заједно. У априлу, освојио је класик Шелдепрајс испред Тајлера Фарара, трећу годину заредом, поставши први у историји класика који је успио да оствари то. У мају, возио је Ђиро д’Италију. Побиједио је на другој етапи, испред Насера Буханија, Ђакома Ницола и Елије Вивијанија; након чега је остварио другу побједу заредом, тријумфовао је на трећој етапи, побиједивши у спринту Бена Свифта и Вивијанија. Четврту етапу није стартовао због температуре.
Другу годину заредом, побиједио је на првој етапи Тур де Франса и узео жуту мајицу; побиједио је испред Сагана и Рамунаса Навардаускаса, док су на 500 метара до циља, Марк Кевендиш и Сајмон Геранс пали и морали су да напусте Тур. На другој етапи вожене су секције калдрме; Винченцо Нибали је побиједио и преузео жуту мајицу од Китела. На трећој етапи, поново је побиједио у спринту испред Сагана и Марка Реншоа, који је постао први спринтер Квик—степа након што је Кевендиш напустио трку. Поново је побиједио на четвртој етапи, остваривши три побједе на прве четири етапе; побиједио је испред Кристофа и Демара. До краја Тура, није било много спринтерских етапа прије Париза, а на последњој, 21 етапи, на Јелисејским пољима, побиједио је другу годину заредом, испред Кристофа и Навардаускаса.
У септембру, побиједио је на првој етапи трке Тур оф Бритејн, испред Кевендиша, а затим је побиједио и на последњој етапи, поново испред Кевендиша.

### 2015.
Другу сезону заредом почео је побједом на Даун Андер класику, у јануару. До краја априла, возио је само двије ворлд тур трке — Тур Даун Андер и Тур оф Катар, на којима није био конкурентан у спринту, због вируса. Након три мјесеца паузе, вратио се на Тур де Јоркшир трци, али је морао да напусти трку након само 100 kmна првој етапи. Требао је да се врати на Тур оф Калифорнији, али се повукао дан пред старт трке, поново због болести. Тркању се вратио на класику Стер ЗЛМ Тур, али није успио да заврши у топ 10. Крајем јуна, објављено је да неће возити Тур де Франс, због слабе форме изазване болешћу. Дан након што није изабран у састав тима за Тур, изјавио је да му је то најтежи тренутак у каријери. У августу, возио је Тур де Полоње трку, гдје је побиједио на првој етапи, испред Кејлеба Јуана. На другој етапи, завршио је на другом мјесту, одспринтао га је Матео Пелучи. Није остварио више ниједну етапну побједу, али је освојио класификацију по поенима на трци, три поена испред Јона Изагиреа, који је и освојио трку.
У октобру, потписао је двогодишњи уговор са Етикс Квик—степом, након што га је Џајант—шимано пустио годину прије истека уговора. Доласком Китела у Етикс Квик—степ, Марк Кевендиш и његови лид аут возачи — Марк Реншо и Бернард Ајзел, прешли су у Дименжен Дату.

### 2016.
Сезону 2016, почео је на Дубаи Туру, који је освојио, уз двије етапне побједе и класификацију по поенима. Сезону је наставио у Португалу, на Волта ао Алгарве трци, гдје је побиједио на првој етапи, испред Андреа Грајпела, након чега је побиједио на четвртој етапи и освојио класификацију по поенима. У марту, побиједио је на трећој етапи трке Дридагсе ван де Пане, гдје је у спринту био бољи од Фила Баухауса и Кристофа. У априлу, освојио је класик Шелдепрајс по четврти пут у каријери, побиједивши Кевендиша у спринту, након чега је побиједио на првој етапи на Тур де Романди трци, испред Николе Бонифација. У мају, возио је Ђиро д’Италију. Хронометар на првој етапи завршио је на петом мјесту, 11 секунди иза Тома Димулена, након чега је побиједио у спринту на другој етапи, испред Демара и Саше Модола и захваљујући секундама бонификације, дошао је на секунд иза Димулена у генералном пласману. На трећој етапи, побиједио је испред Вивијанија и Ницола и захваљујући секундама бонификације преузео је розе мајицу, за лидера Ђира, по први пут у каријери, девет секунди испред Димулена. Мајицу је изгубио већ на наредној етапи на којој је тријумфовао Дијего Улиси, након чега је напустио трку и није стартовао девету етапу.
У јулу, возио је Тур де Франс. На првој етапи, Марк Кевендиш га је побиједио у директном спринту по први пут у каријери и узео је жуту мајицу, такође први пут у каријери. На трећој етапи, завршио је у спринту на седмом мјесту, док је Кевендиш остварио другу побједу. Прву побједу на Туру 2016, остварио је на четвртој етапи, када је у спринту побиједио Брајана Кокара; њих двојица су били толико близу, да је побједник проглашен након прегледања снимака, такозваног фото финиша. На шестој етапи, завршио је на другом мјесту, поново је у директном спринту изгубио од Кевендиша. Етапу 14 завршио је на петом мјесту, док је Кевендиш остварио четврту побједу, након чега је напустио Тур како би се припремио за Олимпијске игре. До краја Тура, није остварио ниједну  побједу, а последњу етапу, на Јелисејским пољима завршио је на 61 мјесту, док је Андре Грајпел побиједио. Класификацију по поенима завршио је на другом мјесту, 240 поена иза Петера Сагана, који је класификацију освојио пети пут заредом.
У наставку сезоне побиједио је на критеријуму Херенталс, испред Грајпела и Мајкла Метјуза, као и на класику Гран при де Фурмје, гдје је побиједио испред Буханија и Кокара. Сезону је завршио на Свјетском првенству. Био је члан тима Етикс Квик—степ, који је освојио Свјетско првенство у екипном хронометру, након чега је возио друмску трку. На трци, због великог вјетра, група се раздвојила, а возачи Њемачке, коју су предводили Кител и Грајпел, остали су у групи иза. Кител је радио за Грајпела, у покушају да достигну групу, али нису успјели и повукао се; Грајпел је завршио пет и по минута иза главне групе, гдје је у спринту побиједио Саган, испред Кевендиша и Тома Бонена.

### 2017.
Сезону 2017. стартовао је на Дубаи Туру. На првој етапи, остварио је прву побједу у сезони, у спринту испред Дилана Груневегена и Кевендиша. На другој етапи побиједио је још једном испред Груневегена, након чега је побиједио и на петој етапи, испред Вивијанија и освојио је Дубаи Тур другу годину заредом, 18 секунди испред Груневегена. Сезону је наставио на Абу Даби Туру, гдје је побиједио на другој етапи, испред Јуана и Кевендиша. Крајем марта, возио је Дридагсе ван де Пане, гдје је другу етапу завршио на трећем мјесту, иза Кристофа и Едварда Тунса. На трећој етапи остварио је једину побједу на трци, тријумфовао је испред Кристофа и Модола. У априлу, освојио је Шелдепрајс пети пут у каријери, побиједио је испред Вивијанија и Буханија. Сезону је наставио на Тур оф Калифорнији, гдје је побиједио на првој етапи, испред Сагана.
У јулу, возио је Тур де Франс. Тур је стартовао хронометром, на којем је Герент Томас побиједио и узео жуту мајицу по први пут у каријери; Кител је завршио на деветом мјесту, 16 секунди иза. Прву побједу остварио је на другој етапи, када је тријумфовао у спринту испред Демара, Грајпела и Кевендиша. На четвртој етапи, у спринту у последњих 300 метара, Саган је гурнуо Кевендиша у баријере, због чега је морао да напусти Тур, а Саган је дисквалификован; на етапи је побиједио Демар, док је Кител био затворен због пада и завршио је на деветом мјесту. Другу побједу остварио је на шестој етапи, у спринту испред Демара и Грајпела, док је на седмој етапи остварио трећу побједу, у фото финишу против Едвалда Босон Хагена и преузео је зелену мајицу, за лидера у класификацији по поенима, од Демара. На десетој етапи побиједио је у спринту и остварио четврту побједу, испред Џона Дегенколба, након чега је побиједио и на етапи 11, испред Груневегена, остваривши пету побједу на Туру 2017. и укупно 14 у каријери. Током етапе 17, док је још био лидер класификације по поенима, морао је да напусти Тур. Након 20 km етапе, Кител је пао заједно са још возача, приликом чега је повриједио раме и морао је да промијени бицикл. На други бицикл је чекао дуго, након чега је схватио да мора да промијени и патике. Ипак, наставио је етапу, држећи лед на раме, али је око 80 km до циља напустио Тур.
До краја сезоне, остварио је побједу на критеријуму у Хановеру. На крају сезоне, прешао је у Каћушу, са којом је потписао двогодишњи уговор.

### 2018.
Сезону 2018. почео је на Дубаи Туру, трећу годину заредом, али није остварио ниједну побједу. У марту је возио Тирено—Адријатико, гдје је побиједио на другој етапи, испред Сагана, што му је била прва побједа у Италији јер је четири побједе које је претходно остварио на Ђиро д’Италији, остварио све ван Италије. Побједу је остварио и на последњој, шестој етапи, поново испред Сагана. Након Тирена, возио је Милано—Санремо, на којем није био у форми и завршио је 16 минута иза побједника — Винченца Нибалија.
У јулу, возио је Тур де Франс, гдје је прву етапу завршио на трећем мјесту, иза његовог насљедника ј Квик—степу — Фернанда Гавирије и Сагана. За етапну побједу борио се још на четвртој етапи, коју је завршио на петом мјесту, док је Гавириа остварио другу побједу. Током етапе 11, напустио је Тур јер је био превише далеко да би завршио етапу у временском оквиру; заједно са њим, и Марк Кевендиш је морао да напусти Тур на истој етапи, јер је завршио ван временског лимита.
До краја сезоне возио је још Бенелукс Тур, гдје је прву етапу завршио на другом мјесту, иза Фабиа Јакобсена. Након трке, завршио је сезону, са само двије побједе.
Вратио се вожњи у новембру, када је учествовао на егзибиционом критеријуму Тур де Франс у Шангају, на којем је побиједио у екипном хронометру дугом З6 km, заједно са Саганом, Матеом Трентином, Хонатаном Кастровијехом и Шунлонг Жангом.

### 2019.
Сезону 2019, стартовао је побједом на последњем од класика Маљорка челенџа — Трофео Палма, гдје је побиједио Тимотија Дипона у спринту и остварио прву побједу након скоро годину дана.  Средином фебруара возио је Класика де Алмерија једнодневни класик, који је завршио на другом мјесту, иза Паскала Акермана. Сезону је наставио на УАЕ Туру, који је настао спајањем Дубаи Тура и Абу Даби Тура. Другу етапу завршио је на осмом мјесту у спринту, у којем је Гавириа побиједио; док је пету етапу завршио на трећем мјесту, иза Вивијанија и Гавирие. Након лошег старта сезоне, у којој је остварио само једну побједу, напустио је Тур оф Калифорнију и Тур де Јоркшир, због здравствених проблема. На дан 9. маја 2019, његов уговор са Каћушом је раскинут, што је била заједничка одлука тима и Китела, који је хтио неко вријеме да одмори од бициклизма.
На дан 23. августа 2019, објавио је да завршава каријеру.

## Статистика каријере

### Резултати на гранд тур тркама
| Гранд тур трке           | 2011   | 2012  | 2013 | 2014  | 2015 | 2016  | 2017   | 2018   |
| Ђиро д’Италија           | DNE    | DNE   | DNE  | DNS-4 | DNE  | DNS-9 | DNE    | DNE    |
| Етапне побједе           | —      | —     | —    | 2     | —    | 2     | —      | —      |
| Класификација по поенима | —      | —     | —    | —     | —    | —     | —      | —      |
| Тур де Франс             | DNE    | DNF-5 | 166  | 161   | DNE  | 166   | DNF-17 | DNF-11 |
| Етапне побједе           | -      | 0     | 4    | 4     | —    | 1     | 5      | 0      |
| Класификација по поенима | —      | —     | 4    | 4     | —    | 2     | —      | —      |
| Вуелта а Еспања          | DNS-13 | DNE   | DNE  | DNE   | DNE  | DNE   | DNE    | DNE    |
| Етапне побједе           | 1      | —     | —    | —     | —    | —     | —      | —      |
| Класификација по поенима | —      | —     | —    | —     | —    | —     | —      | —      |

### Резултати на главним етапним тркама
| Етапне трке          | 2011 | 2012  | 2013 | 2014  | 2015 | 2016  | 2017  | 2018 | 2019  |  |
| -------------------- | ---- | ----- | ---- | ----- | ---- | ----- | ----- | ---- | ----- |  |
| Париз—Ница           | —    | DNS-8 | 138  | —     | —    | DNF-7 | DNF-8 | —    | DNF-4 |  |
| Тирено–Адријатико    | —    | —     | —    | 148   | —    | —     | —     | 118  | —     |  |
| Вуелта а Каталуња    | —    | —     | —    | —     | —    | —     | —     | —    | —     |  |
| Вуелта ал Паис Баско | —    | —     | —    | —     | —    | —     | —     | —    | —     |  |
| Тур де Романди       | —    | —     | —    | DNF-4 | —    | DNS-5 | —     | —    | —     |  |
| Критеријум ди Дофине | —    | —     | —    | —     | —    | —     | —     | —    | —     |  |
| Тур де Свис          | —    | —     | —    | —     | —    | —     | —     | —    | —     |  |

### Резултати на класицима
| Монументални класици           | 2011 | 2012 | 2013 | 2014 | 2015 | 2016 | 2017 | 2018 | 2019 |
| ------------------------------ | ---- | ---- | ---- | ---- | ---- | ---- | ---- | ---- | ---- |
| Милано—Санремо                 | —    | —    | —    | —    | —    | —    | —    | 155  | —    |
| Ронде ван Фландерен            | —    | —    | —    | —    | —    | —    | —    | —    | —    |
| Париз—Рубе                     | OTL  | —    | —    | —    | —    | —    | —    | DNF  | —    |
| Лијеж—Бастоњ—Лијеж             | —    | —    | —    | —    | —    | —    | —    | —    | —    |
| Ђиро ди Ломбардија             | —    | —    | —    | —    | —    | —    | —    | —    | —    |
| Остали класици                 | 2011 | 2012 | 2013 | 2014 | 2015 | 2016 | 2017 | 2018 | 2019 |
| Омлоп хет Ниувсблад            | DNF  | —    | —    | —    | —    | —    | —    | —    | —    |
| Курне—Брисел—Курне             | —    | —    | —    | —    | —    | —    | —    | —    | —    |
| Страде Бјанке                  | —    | —    | —    | —    | —    | —    | —    | —    | —    |
| Е3 Бинкбанк                    | —    | —    | —    | —    | —    | —    | —    | —    | —    |
| Гент—Вевелгем                  | —    | DNF  | —    | —    | —    | —    | —    | —    | —    |
| Дварс дор Фландерен            | —    | —    | —    | —    | —    | —    | —    | —    | —    |
| Шелдепрајс                     | 36   | 1    | 1    | 1    | —    | 1    | 1    | 53   | 99   |
| Амстел голд рејс               | —    | —    | —    | —    | —    | —    | —    | —    | —    |
| Флеш Валон                     | —    | —    | —    | —    | —    | —    | —    | —    | —    |
| Класик Сан Себастијан          | —    | —    | —    | —    | —    | —    | —    | —    | —    |
| Бретање класик                 | —    | —    | —    | —    | —    | —    | —    | —    | —    |
| Гран при сајклисте де Квебек   | —    | —    | —    | —    | —    | —    | —    | —    | —    |
| Гран при сајклисте де Монтреал | —    | —    | —    | —    | —    | —    | —    | —    | —    |
| Милано—Торино                  | —    | —    | —    | —    | —    | —    | —    | —    | —    |

### Резултати на Свјетском првенству
| Свјетско првенство у друмској вожњи | 2011 | 2012 | 2013 | 2014 | 2015 | 2016 | 2017 | 2018 | 2019 |
| ----------------------------------- | ---- | ---- | ---- | ---- | ---- | ---- | ---- | ---- | ---- |
| Друмска трка                        | 176  | —    | —    | —    | —    | DNF  | —    | —    | —    |
| Трка на хронометар                  | —    | —    | —    | —    | —    | —    | —    | —    | —    |
| Екипни хронометар                   | —    | —    | —    | —    | —    | 1    | —    | —    | —    |

### Резултати на националном првенству
| Првенство Њемачке   | 2011 | 2012 | 2013 | 2014 | 2015 | 2016 | 2017 | 2018 | 2019 |
| ------------------- | ---- | ---- | ---- | ---- | ---- | ---- | ---- | ---- | ---- |
| Друмска трка        | 52   | —    | 43   | 105  | DNF  | 3    | 30   | 10   | —    |
| Вожња на хронометар | 10   | —    | —    | —    | —    | —    | —    | —    | —    |

| —   | Није учествовао       |
| DNF | Није завршио          |
| DSQ | Дисквалификован       |
| DNS | Није стартовао        |
| OTL | Ван временског лимита |